# Elżbieta Dadok
Elżbieta Dadok est une skieuse para-alpine polonaise à la retraite. Elle a représenté son pays en ski alpin paralympique aux Jeux paralympiques d'hiver de 1984 et de 1988, tous deux organisés à Innsbruck, en Autriche, remportant six médailles de bronze.

## Carrière
Aux Jeux paralympiques d'hiver de 1984 à Innsbruck, Dadok a terminé troisième du slalom en 1:22.81 (avec la médaillée d'or Gunilla Ahren en 1:16.04 et la médaillée d'argent Kathy Poohachof en 1:17.04), du super combiné alpin (avec 3:47.19, Dadok s'est de nouveau classée troisième, derrière Gunilla Ahren et Kathy Poohachof) et du slalom géant, puis a terminé quatrième de la descente. Toutes les courses se sont déroulées dans la catégorie LW6/8. Elle a remporté une autre médaille de bronze en slalom LW3.
Quatre ans plus tard, aux Jeux paralympiques d'hiver de 1988, Dadok s'est classée 3e en slalom et en slalom géant, et 5e en descente.
Dadok a également participé aux Jeux paralympiques d'hiver de 1992 à Albertville, dans la catégorie LW5/7,6/8, où elle a terminé 4e en super-G, 5e en slalom et 6e en slalom géant et en descente.